# Ресаста печурка
Ресаста печурка (Agaricus vaporarius) врста је гљиве из породице Agaricaceae.

## Опис
- Кључне карактеристике: бледа смеђа боја, чврст стручак, вунасте крпице, често дубоко укорењена[2]

- Шешир  је промера 10 – 15 cm, у почетку полукугласт, касније конвексан. На крају је отврорен, меснат и тврд. На самом почетку раста смеђопегаве или потпуно смеђе боје, после се потпуно одвајају широке смеђе чехице (влаканца). Руб, због остатка венчића, испуцано крпаст.
- Хименофор у листићима, слободним и врло густим. Најпре бивају сивкастоцрвенкасти, затим тамносмеђи или готово црни. Оштрица је увек нешто светлије боје.
- Стручак је ваљкаст. Најпре пун, а затим шупаљ, дебео и бео. Према горе је гладак, а према основи ваљкаст. Поседује бео и дебео венчић који је с горње стране мало ребраст, а руб му је двострук. На доњој страни стручка неретко остане још један прстен који представља остатак овоја (velum universale).
- Месо је прљаво бело, дебело и тврдо. У почетку пријатног укуса. Мирис асоцира на шуму и дрво.

- Споре су округласте, димезија 6 – 7 x 4,5 – 6 µm. Отрусина (отисак спора) је гримизносмеђа.[3]

## Хемијска реакција
Месо у додиру са анилином постаје црвено или црвеносмеђе. У додиру са фенолом за 10-ак минута црвенкасто па смеђе.

## Јестивост
Јестива гљива али се не одликује претераним укусом и квалитетом. Сезона брања је од јула до новембра. Код неких особа може изазвати болове у желуцу.

## Екологија и станиште
Сапробна гљива која се уочава обично у малим скупинама на рубу шума, поред путева, паркова и башта са стељом од опалог лишћа. Преферира сенку дрвећа и подлоге богате хумусом. Не сматра се за врсту која се често среће.

## Могућност замене са другим гљивама
Могућа је замена са групом гљива чије месо слабо или јако мења боју. Сигуран знак да се ради о овој врсти јесте други прстен као остатак овоја на доњем делу стручка. Нема опасности од замене са отровним врстама.